# Spring Symphony
Spring Symphony is een compositie van Benjamin Britten. Britten componeerde geen genummerd symfonieen en dit werk was na Simple Symphony en Sinfonia da requiem de derde poging een werk te schrijven in de symfonietraditie. Britten, die al in 1946 ideeën had voor een symfonie, omschreef het werk als volgt: 'The progress of winter to spring and the reawakening of the earth and life which that means'.

## Geschiedenis
Het verzoek voor de Spring Symphony kwam van Serge Koussevitzky en het Boston Symphony Orchestra. Britten wilde in de traditie stappen van een van zijn grote voorbeelden Gustav Mahler, die symfonieën componeerde met een combinatie solisten, koor en orkest. Ralph Vaughan Williams en Gustav Holst waren Britten voor, maar zijn grepen voor de tekst terug naar één specifieke schrijver of boek. Britten koos voor een aantal (in tijd) willekeurige teksten met een gemeenschappelijk onderwerp: de Lente. Dat was echter niet zijn uitgangspunt; hij wilde eerst een symfonie met teksten in het Latijn, met daarbij het voorbeeld van Igor Stravinskys Psalmensymfonie. Een opvallend lichte lentedag in East Suffolk deed de componist van gedachten wisselen en zo kreeg Britten zijn werk niet op tijd af voor een eerste uitvoering in Boston. Koussevitzky en het Boston Symphony Orchestra aan wie het werk is opgedragen stonden het werk af aan het Concertgebouworkest onder leiding van Eduard van Beinum. Zij speelden het 14 juli 1949 (er gaan berichten dat de première op 9 juli was, dit bleek incorrect). Op deze uitvoering tijdens het Holland Festival was de samenstelling:
- Jo Vincent (sopraan), Kathleen Ferrier (alt), Peter Pears (tenor),
- Jongenskoor van de St Willibrorduskerk uit Rotterdam
- Groot Omroepkoor
- Concertgebouworkest o.l.v. Van Beinum.

Britten kwam destijds vaak naar Nederland.

## Muziek
Het werk dateert van 1948 en 1949, een roerige tijd binnen de klassieke muziek van de 20e eeuw. Nieuwe componeertechnieken en stromingen kwam en verdwenen. Britten was daar wars van. De symfonie heeft een klassieke vierdelige indeling, grijpt terug op 13e-eeuwse teksten en kent een symfonie-indeling met thema, uitbouw daarvan en scherzo. De enigszins moderne modulatietechnieken verraden een 20e-eeuws werk. De teksten zijn daarbij verdeeld over de zangstemmen.

### Delen

#### Part 1
- 1. Introduction: Shine Out (Anonymous) (gemengd koor)
- 2. The Merry Cuckoo (Edmund Spenser) (tenor solo)
- 3. Spring, the Sweet Spring (Thomas Nashe) (sopraan, alt en tenor soli, gemengd koor)
- 4. The Driving Boy (George Peele, John Clare) (sopraan solo en jongenskoor)
- 5. The Morning Star (John Milton) (gemengd koor)

#### Part 2
- 6. Welcome, Maids of Honour (Robert Herrick) (alt solo)
- 7. Waters Above! (Henry Vaughan) (tenor solo)
- 8. Out on the lawn I Lie in bed (W. H. Auden) (alt solo en gemengd koor)

#### Part 3
- 9. When will my May Come? (Richard Barnfield) (tenor solo)
- 10. Fair enFair (Peele) (sopraan en tenor soli)
- 11. Sound the Flute! (William Blake) (gemengd koor en jongenskoor)

#### Part 4
- 12. Finale: London, to Thee I do Present (Anoniem, slotwoorden van Beaumont en Fletcher) (sopraan, alt en tenor soli, gemengd koor en jongenskoor)

### Orkestratie
- 3 dwarsfluiten waarvan 1 piccolo en altfluit, 2 hobo’s, 1 althobo, 2 klarinetten, 1 basklarinet, 2 fagotten, 1 contrafagot
- 4 hoorns, 3 trompetten, 3 trombones, 1 tuba, 1 koeienhoorn
- pauken, 4 man/vrouw percussie (kleine trom, tenortrom, tamboerijn, bekkens, grote trom, gong, buisklokken, woodblocks, xylofoon, vibrafoon, castagnetten), 2 harpen
- violen, altviolen, celli, contrabassen

## Discografie
Er zijn talloze opnamen van dit populaire werk van Britten. Daarbij zijn de (matige) opnamen van de première ook voorhanden in een verzamelbox gewijd aan Kathleen Ferrier op Decca Records (4783589). Britten nam het werk ook zelf op voor Decca met Jennifer Vyvyan, Norma Proctor, Peter Pears, koor en orkest van Covent Garden en Chorus of Boys from Emanuel School Wandsworth.